# 山田美幸
山田 美幸（やまだ みゆき、2006年9月15日 - ）は、新潟県阿賀野市出身のパラ競泳選手。2020年東京パラリンピック女子100m背泳ぎS2（運動機能障害）において銀メダルを獲得した。

## 経歴
新潟県阿賀野市出身。生まれた時から両腕がなく両足にも障害があり、普段の生活では電動車椅子を用いる。保育園の時に水泳を始め、2015年に身体障害者水泳の全国大会で優勝、2017年のジャパンパラ大会では200m自由形を制し、2019年の同大会では50m背泳ぎと100m自由形で2冠を果たした。背泳ぎを専門とし、残された足の機能をフルに活用して泳ぐところに特徴がある。山田が阿賀野市立京ヶ瀬中学校3年の2021年に行われた日本選手権では世界選手権銀メダルに相当する日本新記録をマークし、東京パラリンピックのメダル候補と目された。同年8月に開催された東京パラリンピックでは予選を全体3位で突破、決勝では2分26秒18をたたき出し、女子100m背泳ぎS2で銀メダルを獲得した。日本勢では、同大会でのメダル第一号となった。14歳でのメダル獲得は初のことで、パラリンピック日本史上最年少メダリストともなった。